# Aşafar Kheyl
Aşafar Kheyl (persiska: صَفَر خِيل, Şafar Kheyl, اصفر خيل) är en ort i Iran.   Den ligger i provinsen Mazandaran, i den norra delen av landet, 170 km nordost om huvudstaden Teheran. Antalet invånare är 253.
Terrängen runt Aşafar Kheyl är platt. Runt Aşafar Kheyl är det tätbefolkat, med 550 invånare per kvadratkilometer. Närmaste större samhälle är Sari, 11,7 km öster om Aşafar Kheyl. Trakten runt Aşafar Kheyl består till största delen av jordbruksmark.